# Tahoua (région)

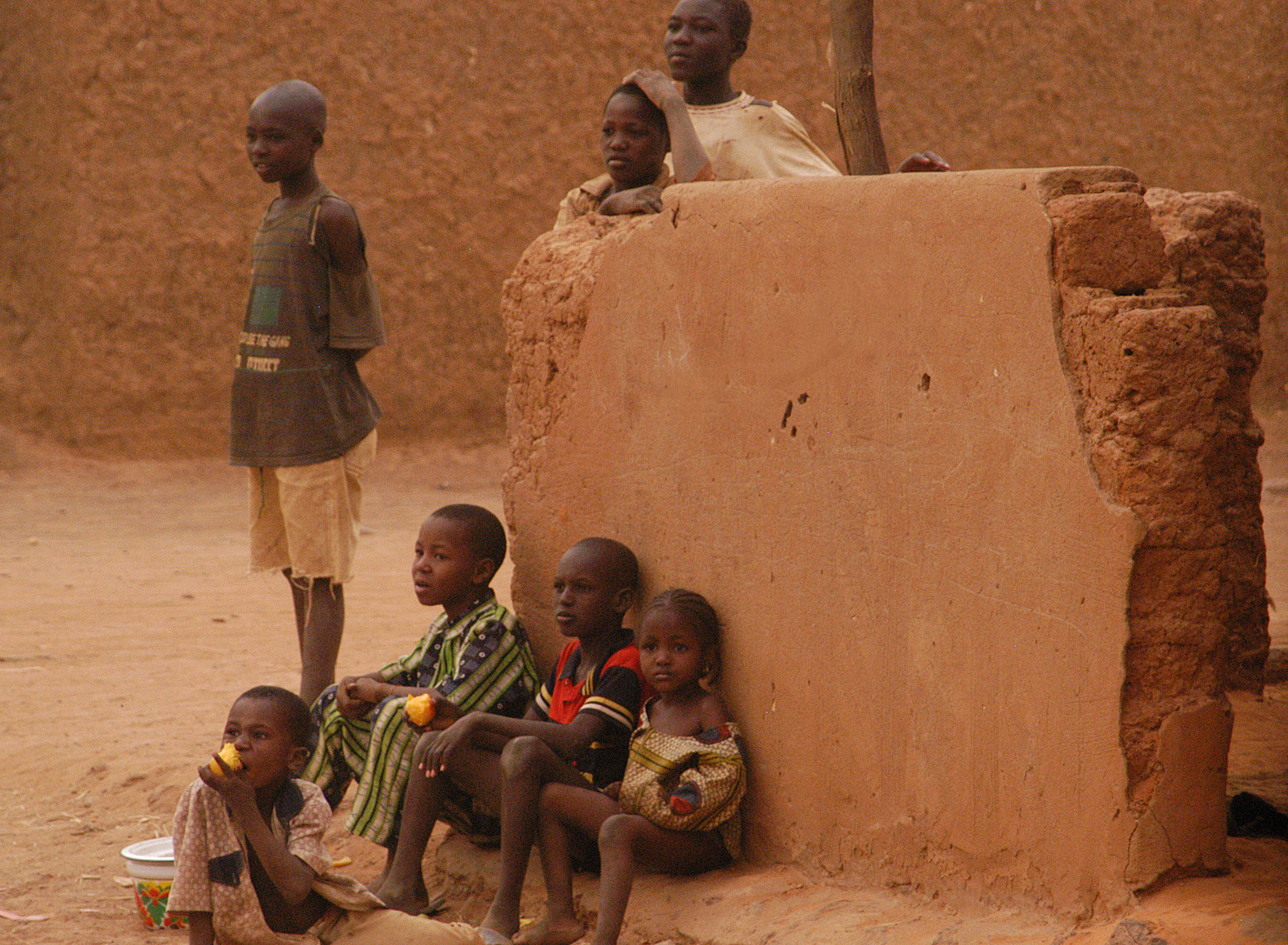
Des enfants nigériens regardent les Marines du 3e Peloton, Compagnie Echo, 2e Bataillon, 24e Régiment de Marines distribuer de la nourriture aux citoyens de Tahoua, au Niger

La région de Tahoua au Niger couvre une superficie de 113 317 km2. Elle est limitée au nord par la région d'Agadez, au nord-ouest par la République du Mali, à l'ouest par les régions de Tillaberi et Dosso, à l'est par la région de Maradi, et au sud par la République fédérale du Nigeria. Il y avait 2 741 922 habitants en 2011.
Elle se démarque par sa diversité culturelle,ethnique,religieuse et coutumier.   

## Situation
La région de Tahoua est limitrophe de quatre régions nigériennes à l'est et à l'ouest, elle est frontalière de deux régions maliennes au nord-ouest et d'un Etat du Nigéria au sud.
| Kidal            | Agadez           | Agadez |
| Ménaka           | Région de Tahoua | Agadez |
| Tillabéri, Dosso | Sokoto           | Maradi |

## Histoire
L'administration militaire française instaure le cercle de Tahoua comme partie de la région de Zinder lors de l'organisation du Territoire militaire du Niger en 1904. Le cercle reçoit les secteurs de Guidambado et de Birni N'Koni en 1907. En 1911, il est intégré comme secteur du cercle de Madaoua. En 1919, le chef-lieu de cercle est transféré à Tahoua. En 1923, le cercle est démembré de sa partie sud pour former le cercle de Koni,  (chef-lieu : Birni N'Koni).
Après l'indépendance en 1964, la République du Niger organise le pays en sept départements, et instaure le département de Tahoua qui devient la région de Tahoua en 1998.

## Subdivisions administratives

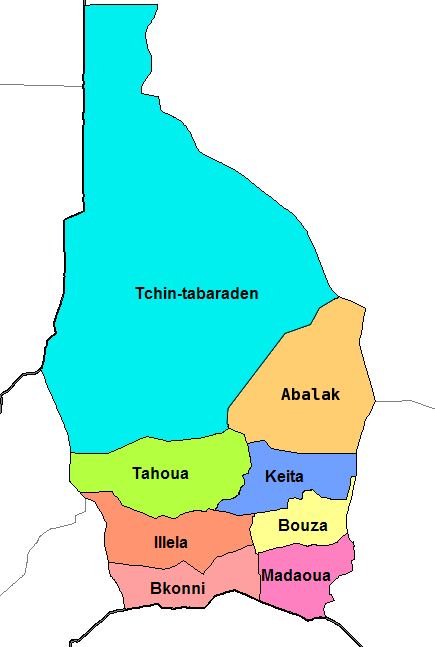
Les départements de la région de Tahoua.

La région de Tahoua subdivisée en 8 départements en 2002, est constituée de 12 départements depuis la réforme administrative de 2012. Les départements sont constitués de communes urbaines et rurales. 
C : nombre de communes 
| Code INS | Département     | Superficie (km²) | Population (2012) | C  |
| -------- | --------------- | ---------------- | ----------------- | -- |
| 501      | Abalak          | 13 960           | 256 301           | 5  |
| 502      | Bagaroua        | 3 062            | 72 293            | 1  |
| 503      | Birni N'Konni   | 3 166            | 312 886           | 4  |
| 504      | Bouza           | 3 620            | 445 363           | 7  |
| 505      | Illéla          | 3 607            | 335 785           | 3  |
| 506      | Kéita           | 3 588            | 337 098           | 4  |
| 507      | Madaoua         | 4 498            | 545 538           | 4  |
| 508      | Malbaza         | 1 456            | 232 407           | 2  |
| 509      | Tahoua          | 11 600           | 432 659           | 5  |
| 510      | Tassara         | 29 410           | 24 457            | 1  |
| 511      | Tchintabaraden  | 10 970           | 145 086           | 2  |
| 512      | Tillia          | 17 630           | 38 994            | 1  |
| 590      | Ville de Tahoua | 754,5            | 149 498           | 2  |
| 5        | Région          | 106 677          | 3 328 365         | 41 |

Département d'Abalak :
- Superficie : 13 960 km²
- Population : 112 273 habitants
- Chef-lieu : Abalak
- Communes urbaines : Abalak.
- Communes rurales : Akoubounou, Azèye, Tabalak, Tamaya.

Département de Bagaroua : créé en 2011.
- Superficie : 2 947 km²
- Population : 72 393 habitants
- Chef-lieu : Bagaroua
- Communes rurale : Bagaroua.

Département de Birni N'Konni :
- Superficie : 5 317 km²
- Population : 504 783 habitants
- Chef-lieu : Birni N'Konni
- Communes urbaines : Birni N'Konni.
- Communes rurales : Alléla, Bazaga, Doguérawa, Tsernaoua. (Malbaza est érigé en département en 2011)

Département de Bouza :
- Superficie : 3 777 km²
- Population : 386 093 habitants
- Chef-lieu : Bouza
- Communes urbaines : Bouza.
- Communes rurales : Allakaye, Babankatami, Déoulé, Karofane, Tabotaki, Tama.

Département d'Illéla :
- Superficie : 6 933 km²
- Population :  366 704 habitants
- Chef-lieu : Illéla
- Communes urbaines : Illéla.
- Communes rurales : Badaguichiri, Tajaé. Bagaroua est érigé en département en 2011.

Département de Kéita :
- Superficie : 5 297 km²
- Population : 303 469 habitants
- Chef-lieu : Kéita
- Communes urbaines : Kéita.
- Communes rurales : Garhanga, Ibohamane, Tamaské.

Département de Madaoua :
- Superficie : 4 856 km²
- Population : 443 902 habitants
- Chef-lieu : Madaoua
- Communes urbaines : Madaoua.
- Communes rurales : Azarori, Bangui, Galma Koudawatché, Ourno, Sabon Guida.

Département de Tahoua :
- Superficie : 9 743 km²
- Population : 500 361 habitants
- Chef-lieu : Tahoua
- Communes urbaines : Tahoua I, Tahoua II.
- Communes rurales : Affala, Bambeye, Barmou, Kalfou, Takanamat, Tébaram.

Département de Tassara : créé en 2011
- Superficie : 29 410 km²
- Population : 24 457 habitants
- Chef-lieu : Tassara
- Commune rurale : Tassara.

Département de Tchintabaraden (aussi orthographié Tchindabaraden, Tchin Tabaradine, ou plus simplement Tchinta) :
- Superficie : 10 970 km²
- Population : 145 086 habitants
- Chef-lieu : Tchintabaraden
- Communes urbaines : Tchintabaraden.
- Communes rurales : Kao. (Tassara et Tillia sont érigés en départements en 2011)

Département de Tillia : créé en 2011
- Superficie : 17 630 km²
- Population : 38 994 habitants
- Chef-lieu : Tillia
- Commune rurale : Tillia.